# 纖體褶鮡
纖體褶鮡（学名：Pseudecheneis gracilis），為輻鰭魚綱鯰形目鮡科的其中一種，為熱帶淡水魚類，分布於亞洲中國雲南省龍川江流域，體長可達18.8公分，棲息在底層水域，生活習性不明。
其种加词来源于拉丁文“gracilis”，意为“纤细的”。